# 倶利伽羅剣

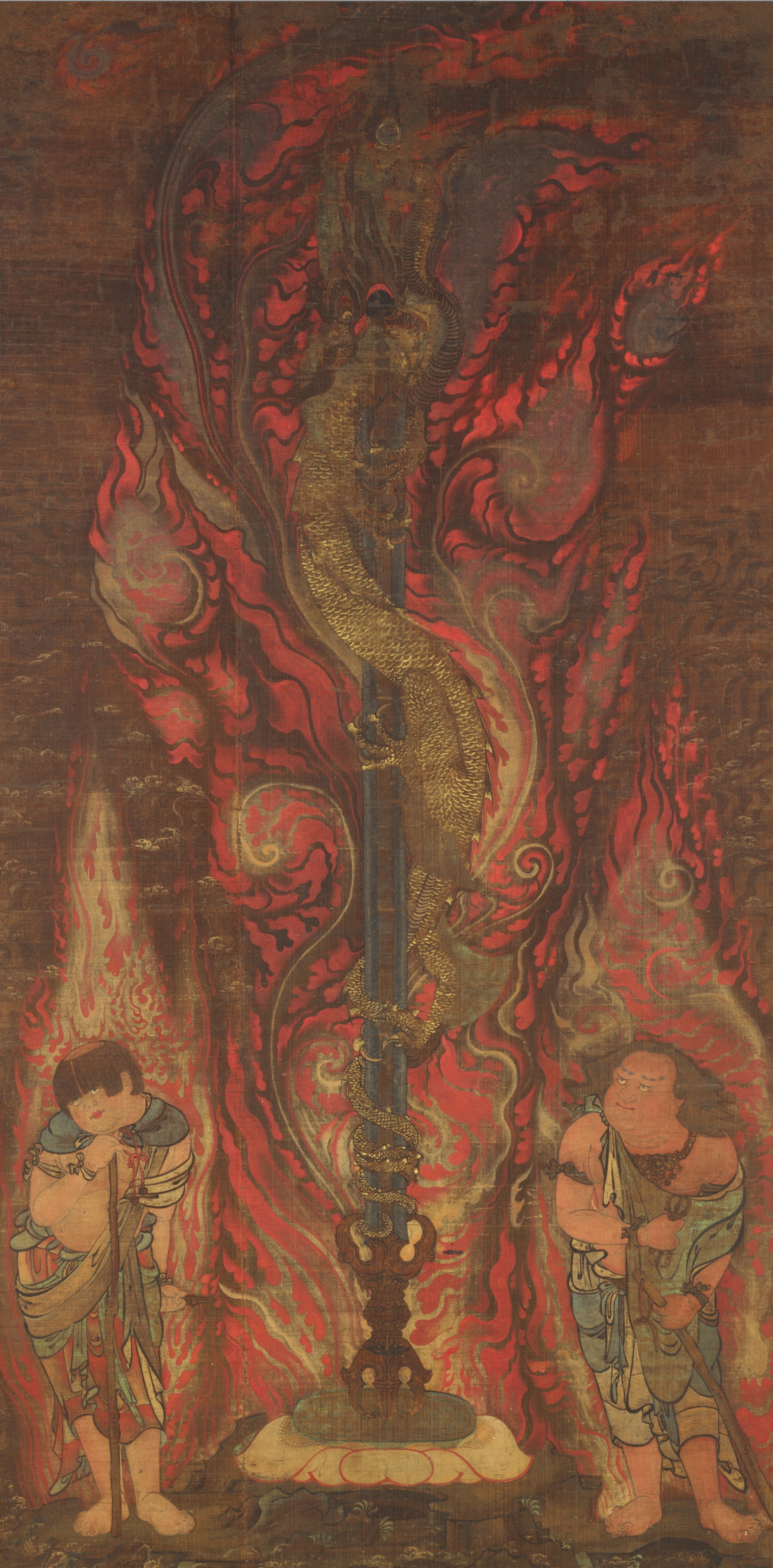
倶利伽羅龍剣二童子像 奈良国立博物館蔵 重要文化財

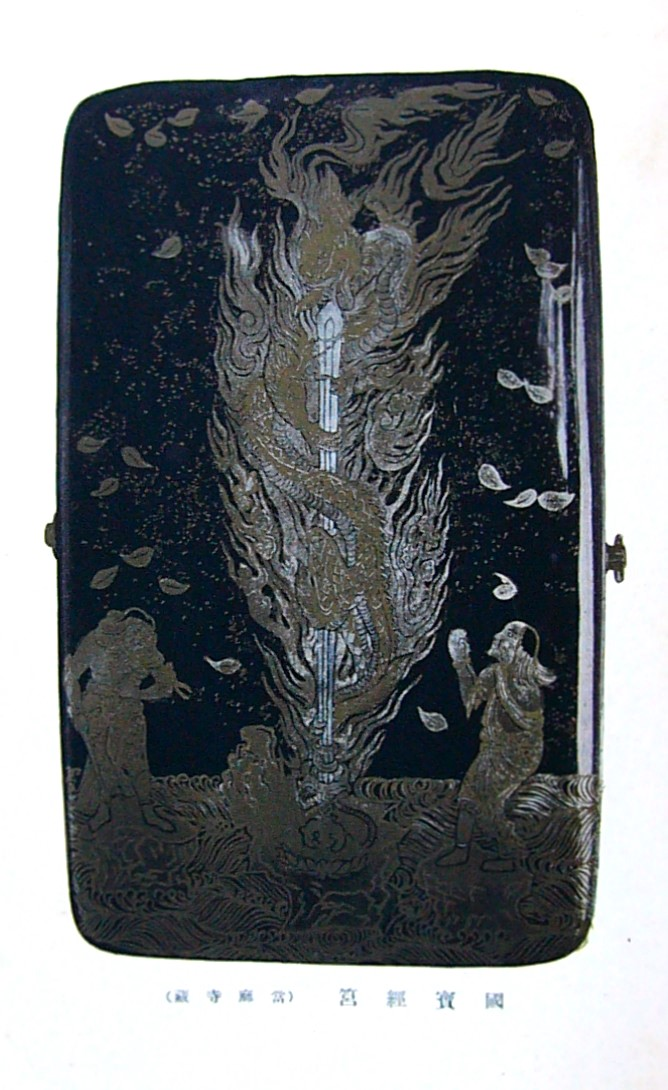
倶利伽羅龍蒔絵経箱 奈良・當麻寺奥院蔵 国宝

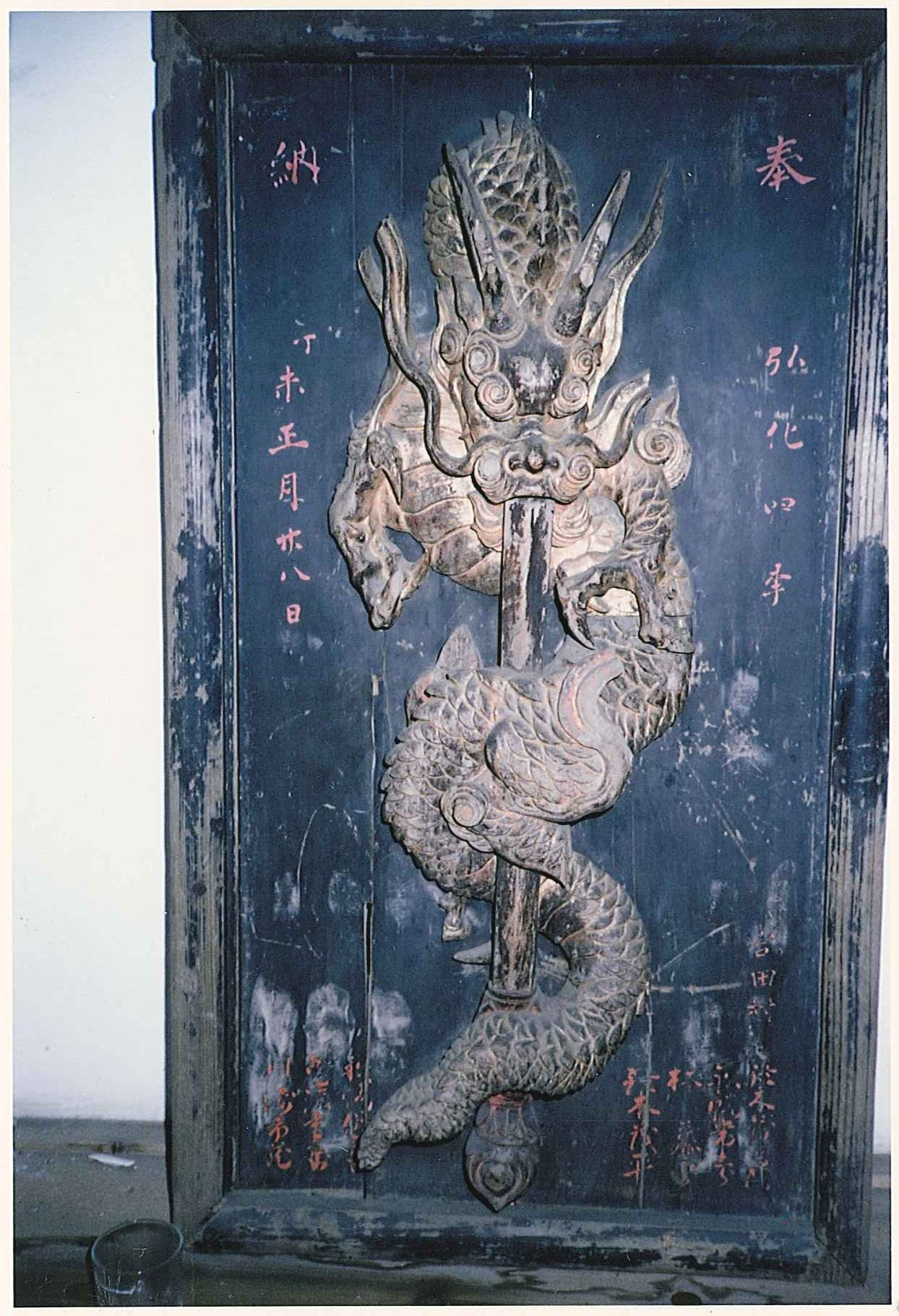
倶利伽羅竜王を描いた額

倶利伽羅剣、倶利迦羅剣（くりからけん）は、不動明王の立像が右手に持つ剣。三昧耶形では不動明王の象徴そのものであり、貪瞋痴の三毒を破る智慧の利剣である。倶利伽羅竜王が燃え盛る炎となって剣に巻き付いた姿で描かれることから、この名がある。
愛知県名古屋市にある熱田神宮は同名の刀剣を所蔵しており、別宮八剣宮の神宝として『張州雑志』にも記載されている。1971年（昭和46年）には、愛知県の指定文化財になっている。
また、縦に裂いた鰻を巻き付けるようにして竹串に刺した蒲焼を、その形から倶利伽羅剣にちなみ「倶利伽羅焼き」（くりから焼き）と呼ぶことがある。

## フィクション作品
- 青の祓魔師#道具 - 日本の漫画。武器「降魔剣」として登場する。明王陀羅尼宗（作品に登場する架空の宗教）という、不動明王を奉る宗教の本尊。かつて迦褸羅を宿し、不浄王を討ったとされている。